# محمد بن عبد الله الجوزقي
أبو بكر محمد بن عبد الله بن محمد بن زكريا الشيباني الجوزقي المعدل. (306 هـ - 388 هـ) أحد العلماء ومن رواة الحديث عند أهل السنة والجماعة.
قال الذهبي:«شيخ نيسابور ومحدّثها» وقال: «الإمام، الحافظ، المجود، البارع». نسبته إلى جوزق من قرى نيسابور. كان من الحفاظ الثقات.

## شيوخه وتلاميذه
- شيوخه ومن روى عنهم:[2]

سمع من أبي العباس السراج، ومن أبي نعيم بن عدي، وأبي العباس الدغولي، ومكي بن عبدان، وأبي حامد بن الشرقي، وابن الأعرابي، وإسماعيل الصفار، وأبي حاتم الوسقندي وآخرون.
- تلاميذه ومن روى عنه:[2]

حدث عنه: الحاكم النيسابوري، وأبو سعد الكنجروذي، وأبو عثمان البحيري، ومحمد بن علي الخشاب، وسعيد العيار، وأحمد بن منصور المغربي، وآخرون.

## مؤلفاته
له عدد من المصنّفات منها:
- الصحيح المخرج على صحيح مسلم.
- المتفق والمفترق.
- الجمع بين الصحيحين البخاري ومسلم.